# Sarah Wegener
Sarah Wegener ist eine deutsch-britische Sopranistin.

## Werdegang
Nach einem Schulmusikstudium mit Hauptfach Kontrabass studierte sie an der Hochschule für Musik und Darstellende Kunst in Stuttgart Gesang bei Bernhard Jaeger-Böhm und besuchte die Klasse für Liedinterpretation von Cornelis Witthoefft. Meisterkurse bei Dame Gwyneth Jones und Renée Morloc ergänzten ihre Ausbildung. 2007 gewann sie den 1. Preis des Internationalen Max-Reger-Wettbewerbs für Lied in Weiden in der Oberpfalz.
Mit Georg Friedrich Haas verbindet sie eine enge Zusammenarbeit. 2011 war sie in der Hauptpartie der Nadja in Georg Friedrich Haas’ Oper Bluthaus, einer Coproduktion der Schwetzinger Festspiele und des Theaters Bonn, zu hören. Für ihre Darstellung der Nadja wurde sie von der Zeitschrift Opernwelt als „Sängerin des Jahres“ nominiert. Sie arbeitete mit den Dirigenten Frieder Bernius und Michael Hofstetter zusammen.

## Diskografie (Auswahl)
- G. Rossini: Petite Messe solennelle mit dem Kirchheimer Vocal-Consort unter der Leitung von Tõnu Kaljuste, Carus.
- Charles Koechlin - Magicien orchestrateur La Chanson de Mélisande mit dem Radio-Sinfonieorchester Stuttgart des SWR unter der Leitung von Heinz Holliger, Haenssler-Classic.
- Arien & Kantaten - Werke von Georg Friedrich Händel, Henry Purcell, Giovanni Battista Ferrandini u. a. mit dem Ensemble il capriccio, K&K Verlagsanstalt.